# Lythrurus roseipinnis
Lythrurus roseipinnis är en fiskart som först beskrevs av Hay, 1885.  Lythrurus roseipinnis ingår i släktet Lythrurus och familjen karpfiskar. Inga underarter finns listade i Catalogue of Life.